# 3-й армійський корпус (Третій Рейх)
3-й армі́йський ко́рпус (нім. III. Armeekorps) — армійський корпус Вермахту за часів Другої світової війни. У березні 1941 перетворений на 3-й моторизований корпус.

## Історія
III-й армійський корпус був заснований 1 жовтня 1934 в 3-му військовому окрузі (нім. Wehrkreis III).

## Райони бойових дій
- Польща (вересень — грудень 1939);
- Німеччина (Західний Вал) (грудень 1939 — травень 1940);
- Люксембург, Бельгія, Франція (травень — липень 1940);
- Польща (липень 1940 — березень 1941).

## Командування

### Командири
- генерал від інфантерії Ервін фон Віцлебен (нім. Erwin von Witzleben) (1 жовтня 1935 — 9 листопада 1938);
- генерал артилерії Курт Гаасе (нім. Curt Haase) (10 листопада 1938 — 13 листопада 1940);
- генерал від інфантерії Курт фон Грайфф (нім. Kurt von Greiff) (13 листопада 1940 — 15 січня 1941);
- генерал кавалерії Еберхард фон Маккензен (нім. Eberhard von Mackensen) (15 січня 1941 — до переформування корпусу).

## Бойовий склад 3-го армійського корпусу
Формування управління, забезпечення та підтримки
- 403-тє управління корпусного постачання (Korps-Nachschubtruppen 403), з серпня 1939;
- 43-й корпусний батальйон зв'язку (Korps-Nachrichten-Abteilung 43), з серпня 1939;
- 3-тє артилерійське командування (Arko 3),
- 107-ме артилерійське командування (Arko 107), червень 1940,
- 111-те артилерійське командування (Arko 111), червень 1940,
- 403-й взвод фельджандармерії (Feld-Gendarmerie-Trupp 403), з серпня 1939.

- 14-та піхотна дивізія (14. Infanterie-Division);
- 23-тя піхотна дивізія (23. Infanterie-Division).

- 23-тя піхотна дивізія.

- 50-та піхотна дивізія (50. Infanterie-Division);
- бригада Нетце.

- 3-тя піхотна дивізія (3. Infanterie-Division).
- 23-тя піхотна дивізія.

- 3-тя піхотна дивізія;
- 23-тя піхотна дивізія;
- 52-га піхотна дивізія (52. Infanterie-Division).

- 3-тя піхотна дивізія;
- 23-тя піхотна дивізія;
- 52-га піхотна дивізія;
- 298-ма піхотна дивізія (298. Infanterie-Division).

- 62-га піхотна дивізія (62. Infanterie-Division);
- 75-та піхотна дивізія (75. Infanterie-Division).